# Åsa Svensson
Åsa Svensson (Surahammar, 16 giugno 1975) è un'ex tennista svedese.

## Carriera
A livello giovanile si è fatta notare per i risultati ottenuti durante l'Australian Open 1993; nel singolare è arrivata alle semifinali, sconfitta da Heike Rusch, mentre nel doppio ha raggiunto la finale in coppia con Cătălina Cristea.
Ha fatto il suo esordio tra le professioniste nel 1992; in carriera ha vinto due titoli nel singolare e sette nel doppio femminile.
In Fed Cup ha giocato un totale di quarantadue match con la squadra svedese vincendone ventitré.

## Statistiche

### Singolare

#### Vittorie (2)
| Legenda: Prima del 2009 | Legenda: Dal 2009     |
| ----------------------- | --------------------- |
| Grande Slam (0)         |                       |
| Ori Olimpici (0)        |                       |
| WTA Championships (0)   |                       |
| Tier I (0)              | Premier Mandatory (0) |
| Tier II (0)             | Premier 5 (0)         |
| Tier III (2)            | Premier (0)           |
| Tier IV & V (0)         | International (0)     |

| No. | Anno            | Torneo                                         | Superficie  | Avversaria in finale | Punteggio     |
| 1.  | 8 novembre 1999 | Commonwealth Bank Tennis Classic, Kuala Lumpur | Cemento     | Erika de Lone        | 6-2, 6-4      |
| 2.  | 29 aprile 2002  | Croatian Bol Ladies Open, Vallo della Brazza   | Terra rossa | Iva Majoli           | 6-3, 4-6, 6-1 |

### Doppio

#### Vittorie (7)
| Legenda: Prima del 2009 | Legenda: Dal 2009     |
| ----------------------- | --------------------- |
| Grande Slam (0)         |                       |
| Ori Olimpici (0)        |                       |
| WTA Championships (0)   |                       |
| Tier I (0)              | Premier Mandatory (0) |
| Tier II (1)             | Premier 5 (0)         |
| Tier III (3)            | Premier (0)           |
| Tier IV & V (3)         | International (0)     |

| No. | Anno | Torneo                                                            | Superficie  | Compagna           | Avversarie in finale                             | Punteggio        |
| 1.  | 1999 | Pattaya Women's Open, Pattaya                                     | Cemento     | Émilie Loit        | Evgenija Kulikovskaja Patricia Wartusch          | 6-1, 6-4         |
| 2.  | 2000 | Faber Grand Prix, Hannover                                        | Sintetico   | Nataša Zvereva     | Silvia Farina Elia Karina Habšudová              | 6-3, 6-4         |
| 3.  | 2001 | Grand Prix SAR La Princesse Lalla Meryem, Casablanca              | Terra rossa | Ljubomira Bačeva   | María Emilia Salerni María José Martínez Sánchez | 6-3, 6(4)–7, 6-1 |
| 4.  | 2001 | Pattaya Women's Open, Pattaya (2)                                 | Cemento     | Iroda Tulyaganova  | Liezel Huber Wynne Prakusya                      | 4-6, 6-3, 6-3    |
| 5.  | 2003 | Copa Colsanitas, Bogotà                                           | Terra rossa | Katarina Srebotnik | Tina Križan Tetjana Perebyjnis                   | 6-2, 6-1         |
| 6.  | 2003 | Abierto Mexicano Telcel, Acapulco                                 | Terra rossa | Émilie Loit        | Petra Mandula Patricia Wartusch                  | 6-3, 6-1         |
| 7.  | 2004 | Kroger St. Jude International and the Cellular South Cup, Memphis | Cemento     | Meilen Tu          | Marija Šarapova Vera Zvonarëva                   | 6-4, 7–6(0)      |

### Risultati in progressione
| Sigla | Risultato               |
| ----- | ----------------------- |
| V     | Vincitore               |
| F     | Finalista               |
| SF    | Semifinalista           |
| O     | Oro olimpico            |
| A     | Argento olimpico        |
| SF    | Bronzo olimpico         |
| QF    | Quarti di Finale        |
| 4T    | Quarto turno            |
| 3T    | Terzo turno             |
| 2T    | Secondo turno           |
| 1T    | Primo turno             |
| RR    | Round Robin             |
| LQ    | Turno di qualificazione |
| A     | Assente                 |
| ND    | Non disputato           |

| Legenda superfici    |
| -------------------- |
| Cemento              |
| Terra battuta        |
| Erba                 |
| Superficie variabile |

#### Singolare nei tornei del Grande Slam
| Torneo          | 1994 | 1995 | 1996 | 1997 | 1998 | 1999 | 2000 | 2001 | 2002 | 2003 | 2004 |
| --------------- | ---- | ---- | ---- | ---- | ---- | ---- | ---- | ---- | ---- | ---- | ---- |
| Australian Open | A    | 1T   | 2T   | 3T   | 2T   | 2T   | 3T   | 1T   | 3T   | 1T   | 1T   |
| Open di Francia | 1T   | 1T   | 1T   | 1T   | 3T   | 3T   | 4T   | 2T   | 2T   | A    | A    |
| Wimbledon       | 1T   | 1T   | 1T   | 1T   | 2T   | 1T   | 1T   | 1T   | 1T   | A    | A    |
| US Open         | 2T   | 2T   | 4T   | 1T   | 2T   | 2T   | 1T   | 2T   | 1T   | A    | A    |

#### Doppio nei tornei del Grande Slam
| Torneo          | 1994 | 1995 | 1996 | 1997 | 1998 | 1999 | 2000 | 2001 | 2002 | 2003 | 2004 |
| --------------- | ---- | ---- | ---- | ---- | ---- | ---- | ---- | ---- | ---- | ---- | ---- |
| Australian Open | 2T   | 1T   | 1T   | 1T   | 1T   | 3T   | 2T   | 3T   | 2T   | 2T   | 2T   |
| Open di Francia | 1T   | 2T   | 2T   | 1T   | 1T   | 1T   | 1T   | 2T   | 2T   | A    | 1T   |
| Wimbledon       | 2T   | 2T   | 2T   | 1T   | A    | 1T   | 2T   | 1T   | 2T   | A    | 1T   |
| US Open         | 1T   | 1T   | 2T   | 1T   | 1T   | 1T   | 2T   | 1T   | 3T   | A    | 2T   |

#### Doppio misto nei tornei del Grande Slam
| Torneo          | 1994 | 1995 | 1996 | 1997 | 1998 | 1999 | 2000 | 2001 | 2002 | 2003 | 2004 |
| --------------- | ---- | ---- | ---- | ---- | ---- | ---- | ---- | ---- | ---- | ---- | ---- |
| Australian Open | A    | A    | A    | A    | A    | A    | 1T   | 1T   | A    | A    | A    |
| Open di Francia | A    | A    | A    | A    | A    | A    | 3T   | 2T   | A    | A    | A    |
| Wimbledon       | A    | A    | A    | 2T   | A    | 1T   | 2T   | 1T   | QF   | A    | A    |
| US Open         | A    | A    | A    | A    | A    | A    | QF   | 2T   | 1T   | A    | QF   |